# Josef Jarolin
Josef Jarolin (* 6. März 1904 in Rehpoint; † 28. Mai 1946 in Landsberg am Lech) war als SS-Obersturmführer Schutzhaftlagerführer im KZ Dachau und Lagerführer des Dachauer Außenlagers München-Allach.

## Leben
Jarolin trat er 1923 in die Bayerische Landespolizei ein, aus der er nach acht Jahren zufolge aus Krankheitsgründen entlassen wurde. Zum 1. Mai 1933 trat er der NSDAP bei (Mitgliedsnummer 3.205.438). Am 1. März 1935 wurde er Mitglied der SS (SS-Nummer 238.596). Nach einem Jahr als Wache in Berlin wurde er ins KZ Sachsenhausen versetzt. Am 1. September 1938 wechselte er in das KZ Dachau und war dort ab 1940 Rapportführer. Im Dezember 1941 stieg er zum Dritten Schutzhaftlagerführer unter dem Ersten Schutzhaftlagerführer Franz Hofmann auf. Im März 1943 wurde Jarolin Lagerführer des Dachauer Außenlagerkomplexes München-Allach (BMW) beim BMW-Werk II, in dem er zusammen mit seinem Stellvertreter Sebastian Eberl ein „brutales Willkürregiment“ führte. Jarolin war verheiratet, die Ehe blieb kinderlos.
Nach Kriegsende war Jarolin ab dem 15. November 1945 zusammen mit weiteren 39 Angehörigen des Lagerpersonals Angeklagter im Dachau-Hauptprozess. Die Anklage vor dem amerikanischen Militärgericht lautete auf „Verletzung der Gesetze und Gebräuche des Krieges“, gleichermaßen gegen Zivilpersonen wie gegen Kriegsgefangene. Innerhalb der Anklage spielte der Begriff des „Common Design“, des gemeinsamen Vorhabens eines Verbrechens, eine zentrale Rolle: Nicht allein die individuellen Taten des KZ-Personals wurden als verbrecherisch angesehen, sondern das System der Konzentrationslager an sich. Im Zuge der Vorermittlungen hatte es sich als schwierig erwiesen, einzelne Verbrechen den jeweiligen Angeklagten zuzuordnen, da nur einige KZ-Häftlinge überlebt hatten, die infolge ihrer Traumatisierung nur unpräzise Aussagen tätigen konnten oder die Namen der Täter nur teilweise kannten.
Laut Aussagen ehemaliger Häftlinge hatte Jarolin im Verwaltungsgebäude des Konzentrationslagers Dachau häufig Gefangene bis zur Bewusstlosigkeit geschlagen. Er sei zudem am 1. Juli 1942 anwesend gewesen, als zwölf Häftlinge durch Pfahlhängen bestraft wurden. Dabei habe Jarolin das Höherhängen der Gefangenen angeordnet, da deren Schuhe den Boden berührten. In einem handschriftlichen, vor Prozessbeginn entstandenen Affidavit gab Jarolin an, zwischen Mai und Dezember 1941 bei 150 Verhören Gefangene festgebunden und mit einem Ochsenziemer geschlagen zu haben.  Zwischen Juli und September sei er an der Hinrichtung von etwa 700 sowjetischen Kriegsgefangenen beteiligt gewesen; er habe dabei dem Hinrichtungskommando die Befehle erteilt und in 30 bis 40 Fällen selbst Gefangene erschossen. Im April 1942 war Jarolin seinen Angaben zufolge an der Auswahl von Häftlingen beteiligt, an denen der KZ-Arzt Sigmund Rascher in Dachau Menschenversuche durchführte. Danach sei er auch bei Raschers Versuchen anwesend gewesen sowie ab Dezember 1942 in Dachau und auch nach seiner Versetzung nach Allach beim Vollzug der Prügelstrafe und des Pfahlhängens.
Jarolin wurde am 13. Dezember 1945 ebenso wie 35 weitere Angeklagte des Dachau-Hauptprozesses von einem amerikanischen Militärgericht wegen Kriegsverbrechen zum Tod durch den Strang verurteilt. Beim Urteil wurden als individuelle Exzesstaten bei Jarolin das Schlagen und Treten von Häftlingen auch während Verhören sowie die Tötung von drei Häftlingen berücksichtigt. Das Urteil wurde am 5. April 1946 vom Oberbefehlshaber der amerikanischen Streitkräfte in Europa bestätigt, nach einer entsprechenden Empfehlung durch ein „Review Board“ der Armee. Jarolin wurde am 28. Mai 1946 im Kriegsverbrechergefängnis Landsberg gehängt.